# Loren Shriver
Loren Shriver (ur. 23 września 1944 w Jefferson w stanie Iowa) – amerykański astronauta, pilot i inżynier.

## Życiorys
W 1967 ukończył United States Air Force Academy, 1969-1973 był instruktorem pilotażu w Vance Air Force Base w Oklahomie, skończył szkolenie bojowe w Homestead Air Force Base na Florydzie. W 1976 został pilotem doświadczalnym w Edwards Air Force Base. 16 stycznia 1978 został kandydatem NASA na astronautę, przechodził szkolenie na pilota statku kosmicznego.
Od 24 do 27 stycznia 1985 jako pilot uczestniczył w misji STS-51-C trwającej 3 dni, godzinę i 33 minuty.
Od 24 do 29 kwietnia 1990 był dowódcą misji STS-31 trwającej 5 dni, godzinę i 16 minut.
Od 31 lipca do 8 sierpnia 1992 dowodził misją STS-46 trwającą 7 dni, 23 godziny i 15 minut.
Łącznie spędził w kosmosie 16 dni, 2 godziny i 4 minuty.
Opuścił NASA w maju 1993.
Stowarzyszenie Uczestników Lotów Kosmicznych (Association of Space Explorers) przyznało mu pośmiertnie Universal Astronaut Insignia za lot orbitalny (nr 156).